# Harig mosdiertje
Het harig mosdiertje (of harige vliescelpoliep) (Electra pilosa) is tot de mosdiertjes behorende soort uit de familie van de Electridae. De wetenschappelijke naam van de soort is voor het eerst geldig gepubliceerd in 1767 door Carl Linnaeus als Flustra pilosa. Het is inheems in de noordoostelijke en noordwestelijke Atlantische Oceaan en is ook aanwezig in de zeeën rond Australië en Nieuw-Zeeland.

## Omschrijving
Kolonies van Electra pilosa vormen brede matten of stervormige vlekken op het oppervlak van de bladeren van grote algen zoals Laminaria en de gezaagde zee-eik (Fucus serratus). De zoïden groeien ook in kleine stukjes of bosjes op het oppervlak van schelpen en stenen, en omringen de bladeren van rode algen zoals de Mastocarpus stellatus. De zoïden zijn dicht bij elkaar gepakt, cilindrisch en ongeveer 0,5 bij 0,3 mm. Elke zoïde heeft een gemineraliseerd exoskelet met een transparant, vliezig ovaal venster. Het verkalkte beschermende omhulsel draagt ongeveer negen stekels (vier tot twaalf), waarvan de middelste veel langer is dan de andere, waardoor de kolonie een harige (Latijnse pilosa) uiterlijk heeft.

## Verspreiding
Het harig mosdiertje is inheems in de noordoostelijke en noordwestelijke Atlantische Oceaan, de Middellandse Zee, de Noordzee, de Waddenzee, de Witte Zee en de Barentszzee. Het is ook aanwezig in Australië en Nieuw-Zeeland, waar het wordt beschouwd als een geïntroduceerde soort. Het wordt gevonden vanaf het intergetijdengebied van beschutte rotsachtige kusten tot een diepte van ongeveer 50 m.

## Ecologie
Een kolonie begint wanneer een larve zich op een geschikt oppervlak nestelt en metamorfose ondergaat tot een mosdiertje. Dit vormt dochter-zoïden door te ontluiken en de kolonie groeit door ongeslachtelijke voortplanting. Net als bij andere mosdiertjes, filtert Electra pilosa voedingen met behulp van een kroon van tentakels, bekend als een lofofoor, waarmee het deeltjes uit het water zeeft. Het voedt zich waarschijnlijk met dingen als flagellata, fytoplankton, bacteriën, kleine stukjes algenresten en algensporen. De stekels op het exoskelet, vooral de lange, bieden bescherming aan de zoïde tijdens het voeden en kunnen langer worden in kolonies die te maken hebben met concurrentie van andere mosdiertjes. De groeisnelheid van de zoïden varieert met de waterstroom, de temperatuur, de voedselvoorziening en de concurrentie van andere kolonies mosdiertjes.
De kolonie is hermafrodiet, maar individuele zoïden zijn mannelijk of vrouwelijk. In Groot-Brittannië vindt voortplanting plaats in augustus en september. De mannetjes geven sperma af in het water en de vrouwtjes kunnen dit actief verzamelen. Bevruchting vindt plaats in de coelomische holte van het vrouwtje waarin tot dertig eicellen vrijkomen. De bevruchte embryo's worden vrijgelaten in de zee, waar ze een lange periode van planktonontwikkeling hebben voordat ze zich op een geschikt oppervlak nestelen. Ze zijn het hele jaar aanwezig in de waterkolom, maar vestigen zich tussen april en november, met bezettingspieken in mei/juni en juli/augustus. De larven gebruiken waarschijnlijk olfactorische aanwijzingen (aanwijzingen via de reuk) bij het kiezen van vestigingsplaatsen en zijn in staat om de geschiktheid van het oppervlak en de nabijheid van andere kolonies te beoordelen. Een kolonie kan waarschijnlijk meerdere jaren overleven op een geschikt substraat, maar zal waarschijnlijk een kortere periode meegaan wanneer ze op een kortstondige basis staat.

## Naamgeving
De oude Nederlandse naam "harige vliescelpoliep" was zeer verwarrend, omdat een poliep een verschijningsvorm is die alleen voorkomt bij de niet nauw verwante neteldieren (Cnidaria), zoals kwallen. Daarom werd door zoölogen voorgesteld om voor deze soort de nieuwe Nederlandse naam "harig mosdiertje" (alternatief "harig kantmosdiertje") te gebruiken, die minder verwarrend is.